# Saale-Unstrut (Tourismusregion)

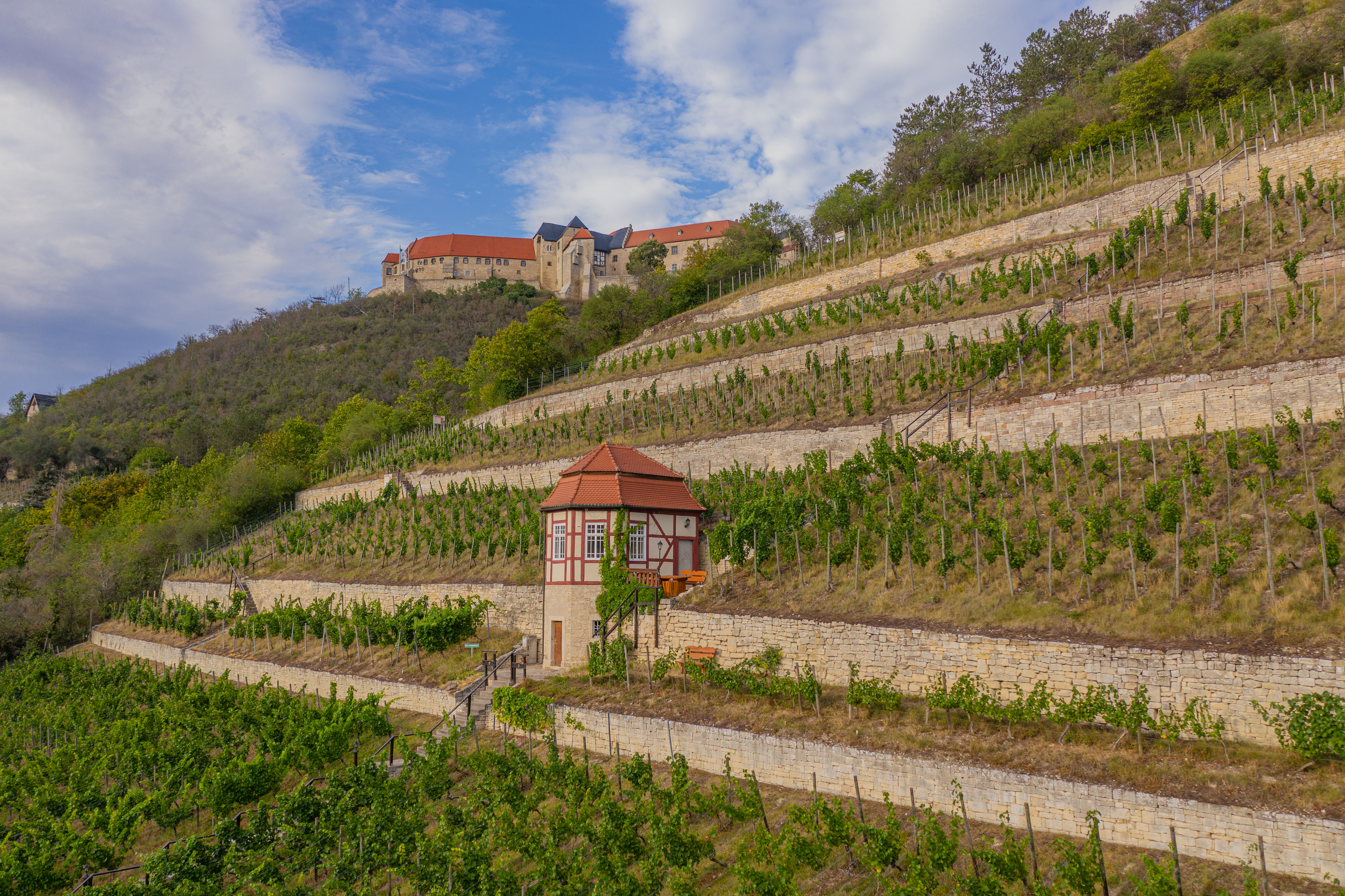
Neuenburg in Freyburg

Die Tourismusregion Saale-Unstrut ist eine Region in Mitteldeutschland. Sie erstreckt sich vom südlichen Sachsen-Anhalt ab Wettin entlang der Flüsse Saale, Unstrut, Weißer Elster und Ilm bis ins nördliche Thüringen bei Uhlstädt-Kirchhasel. Bekannt als Kulturlandschaft und nördlichstes Qualitätsweinanbaugebiet, weist Saale-Unstrut ein architektonisches Erbe aus über 1000 Jahren europäischer Geschichte auf.
Am bekanntesten sind der Naumburger Dom, die Himmelsscheibe von Nebra, der Geiseltalsee, die Merseburger Zaubersprüche, die Dornburger Schlösser, die Lichtstadt Jena und die Leuchtenburg mit ihrer Porzellanwelt.

## Hintergrund
Archäologische Funde weisen die Region als eine Wiege der vorzeitlichen Kulturgeschichte aus. Das Sonnenobservatorium Goseck ist das älteste der Welt. 1991 entdeckten Luftbildarchäologen die 7000 Jahre alte Kreisgrabenanlage, die 2005 wissenschaftlich rekonstruiert wurde.
Eine kulturell kreative Blüte erlebte Saale-Unstrut ab dem 17. Jahrhundert. Im Jahr 1656 teilte der sächsische Kurfürst Johann Georg I. sein Land per Testament unter seinen Söhnen auf, wodurch die Herzogtümer Sachsen-Weißenfels, Sachsen-Merseburg und Sachsen-Zeitz entstanden.
Eisenberg mit barockem Schloss und Schlosspark gehörte früher zur herzoglichen Linie Sachsen-Eisenberg. Namen wie Heinrich Schütz, Georg Friedrich Händel, Johann Sebastian Bach, Novalis und später Johann Wolfgang von Goethe und Franz Liszt waren zwischen dem 17. und 19. Jahrhundert eng mit Saale-Unstrut verbunden.

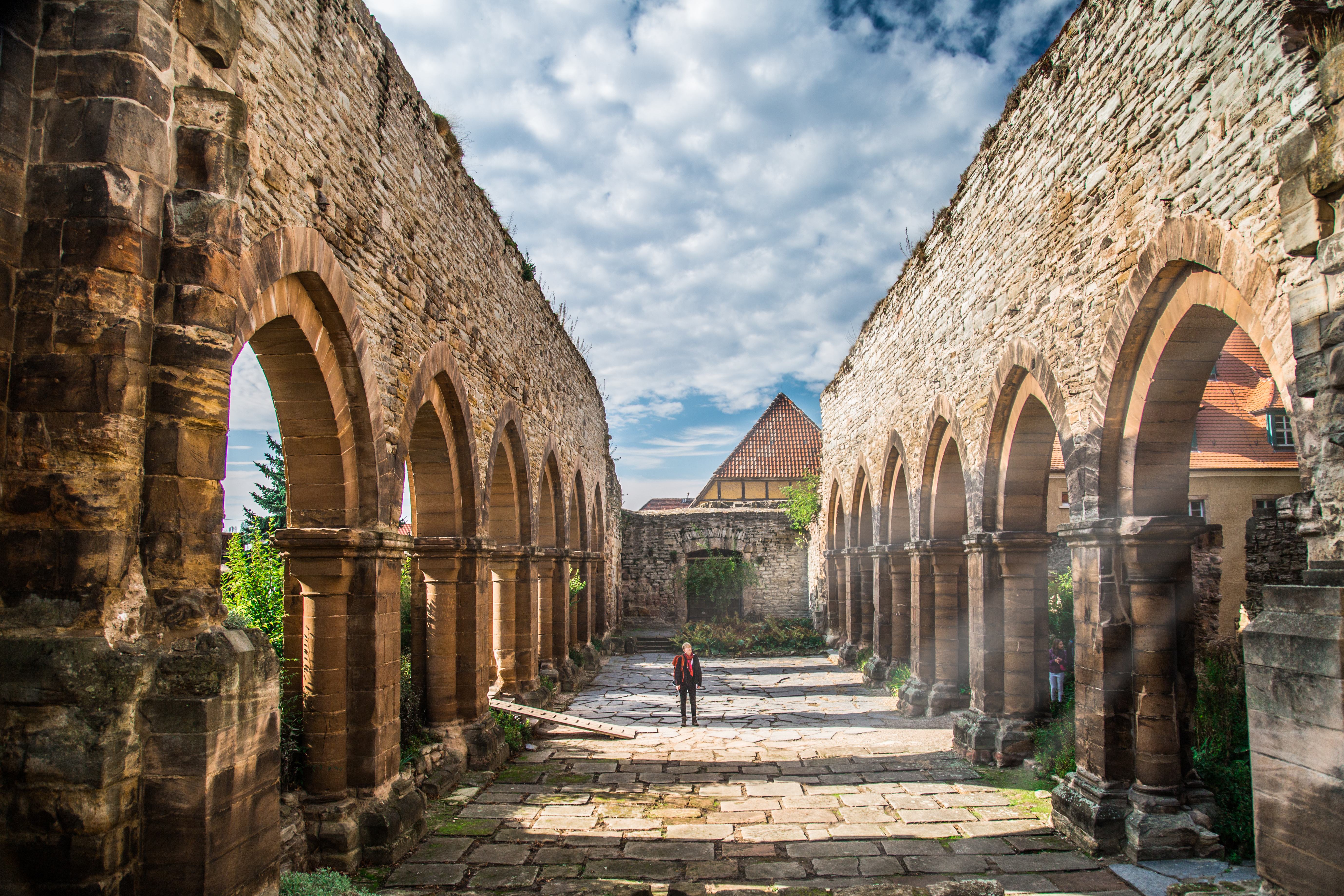
Kloster Memleben

Saale-Unstrut war Schauplatz dreier großer Schlachten, die in die Geschichte eingingen. Nahe Lützen fand eine der Hauptschlachten des Dreißigjährigen Krieges statt. Am 16. November 1632 kam es zum Kampf zwischen den schwedisch-protestantischen und kaiserlich-katholischen Truppen. Ein 2011 entdecktes Massengrab sorgte international für Aufsehen. Zwei weitere historische Schlachten ereigneten sich in der Zeit der Napoleonischen Kriege. Am 14. Oktober 1806 schlugen bei Hassenhausen in der Doppelschlacht von Jena und Auerstedt die Truppen Napoleons die preußische Hauptarmee.

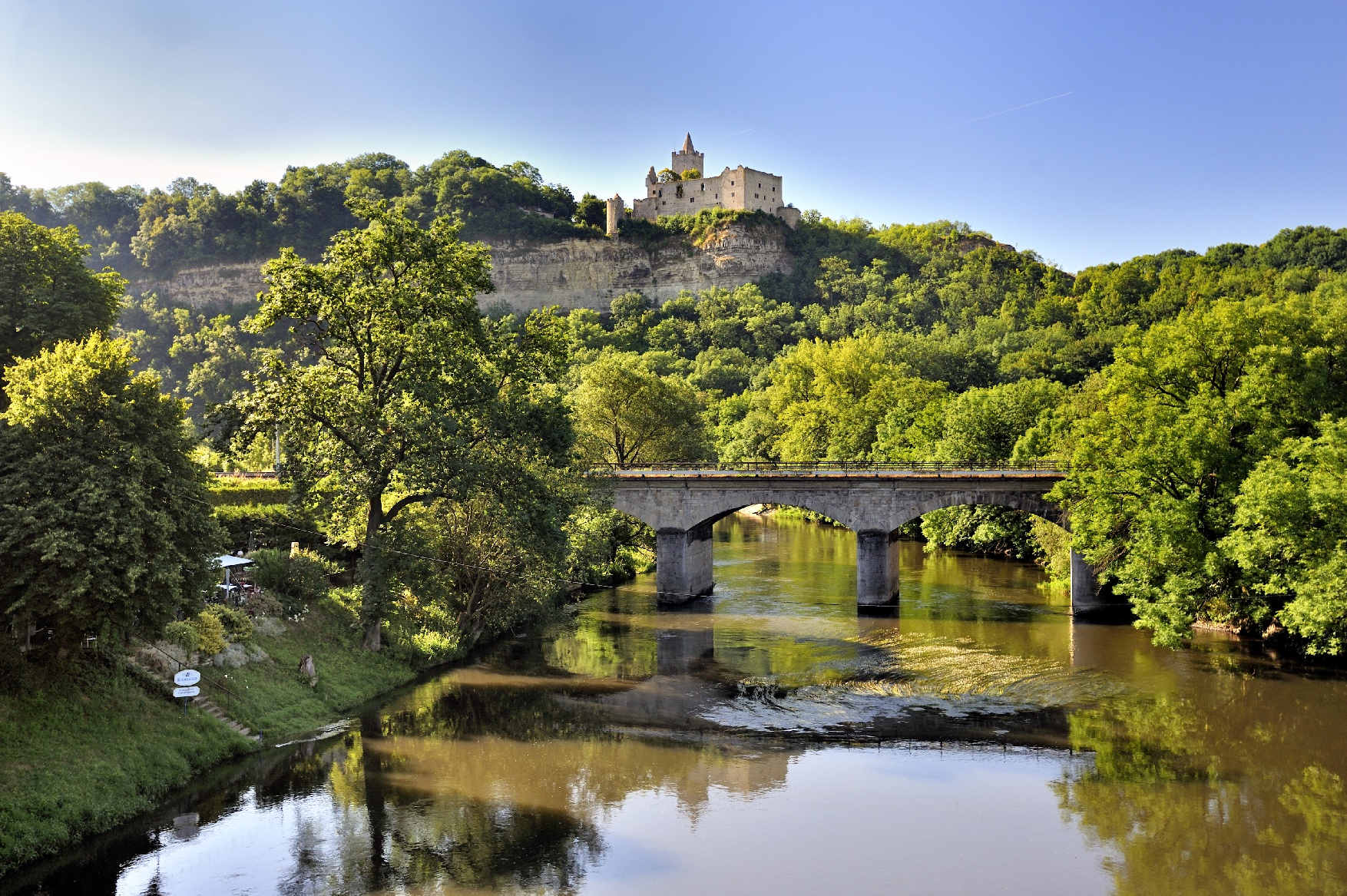
Blick auf die Rudelsburg in Bad Kösen

Eng mit der Saale-Unstrut-Region verbunden ist auch die Jugend des Philosophen Friedrich Nietzsche (1844–1900). Er wuchs ab seinem sechsten Lebensjahr in Naumburg auf, besuchte die Naumburger Domschule und die Landesschule Pforta. Ihm ist eine Ausstellung in seinem ehemaligen Wohnhaus sowie ein angeschlossenes Nietzsche-Dokumentationszentrum in Naumburg gewidmet.

## Orte
- Löbejün mit dem Carl-Loewe-Museum.
- Wettin mit der Burg Wettin.
- Petersberg mit  Kloster Petersberg, dem Museum Petersberg und dem Tierpark.
- Landsberg besitzt eine aus der Zeit der Romanik stammende Doppelkapelle.
- Ostrau mit Schloss und Park.
- Höhnstedt Die Weinstraße Mansfelder Seen verbindet die Winzerhöfe rund um Höhnstedt.
- Halle (Saale) mit dem Landesmuseum für Vorgeschichte, in welchem das Original der Himmelsscheibe von Nebra aufbewahrt wird.
- Querfurt Die FilmBurg Querfurt ist eine der ältesten und größten, noch erhaltenen mittelalterlichen Burgen und beliebter Drehort für Filmemacher.
- Bad Lauchstädt mit Kurpark und Goethe-Theater.
- Merseburg Ehemalige Residenzstadt der Herzöge von Sachsen-Merseburg mit dem Dom-Schloss-Ensemble oberhalb der Saale. Berühmt sind die Merseburger Zaubersprüche im Domschatz und die Merseburger Orgeltage.
- Bad Dürrenberg hat das längste zusammenhängende Gradierwerk in Europa. 2023 ist Bad Dürrenberg Austragungsort der Landesgartenschau Sachsen-Anhalt.
- Braunsbedra Die einzige Seebrücke Sachsen-Anhalts führt in Braunsbedra auf den Geiseltalsee. Das Industriedenkmal Zentralwerkstatt Pfännerhall widmet sich neben dem Thema Tagebaubetrieb auch den archäologischen Funden rund um den Geiseltalsee.
- Mücheln mit Barockgarten und romanischer Kirche St. Micheln. Der Mühlenwanderweg führt zu den ehemaligen Mühlenanlagen entlang des Wasserlaufs der Geisel.
- Nebra Im Ortsteil Wangen steht das Besucherzentrum zur Himmelsscheibe von Nebra mit moderner Ausstellung und Planetarium. Von dort führt der Kunstweg hinauf zum Mittelberg (Fundort der Himmelsscheibe).
- Memleben Kloster und Kaiserpfalz waren einst beliebtes Reiseziel deutscher Kaiser und Sterbeort Kaiser Ottos des Großen. Die heutige Museumsanlage mit Klosterruine und Krypta widmet sich nicht nur der 1000-jährigen Geschichte, sondern auch dem Thema Glauben.
- Bad Bibra ältester Teil des Bäderdreiecks Bad Kösen–Bad Sulza–Bad Bibra.
- Laucha Der kleine Ort an der Laucha hat ein Glockenmuseum und einen Segelflugplatz.
- Freyburg Jahn-, Wein- und Sektstadt. Die Rotkäppchen Sektkellerei liegt mit Weinanbaugebiet im Ort. Über dem Ort thront Schloss Neuenburg. Das Friedrich-Ludwig-Jahn-Museum widmet sich dem Leben, Wirken und der Rezeption des „Turnvaters Jahn“.
- Goseck Das Sonnenobservatorium ist frei zugänglich und liegt unterhalb des Schlosses Goseck.
- Weißenfels ist ehemalige Residenzstadt der Herzöge von Sachsen-Weißenfels. Das barocke Schloss-Ensemble Neu-Augustusburg beherbergt ein Schuhmuseum und die Schlosskirche. Das Heinrich-Schütz-Haus und die Novalis-Gedenkstätte widmen sich weiteren berühmten Persönlichkeiten der Stadtgeschichte.
- Lützen war Schauplatz der blutigsten Schlachten des Dreißigjährigen Krieges rund um den Schwedenkönig Gustav Adolf. Die Gustav-Adolf-Gedenkstätte und das Museum gehen auf diese Zeit ein, ebenfalls wie auf die Napoleonischen Kriege. Ein Erlebnistierpark mit Kletterwald gibt es auch im Ort.
- Naumburg Die Domstadt mit dem UNESCO-Welterbe Naumburger Dom und der Hildebrandtorgel in der Wenzelskirche verfügt darüber hinaus über den kleinsten Straßenbahnbetrieb Deutschlands, eine historische Stadtbefestigung und Stadttore. Das Nietzsche-Haus und Nietzsche-Dokumentationszentrum setzen sich mit dem Leben und Wirken des berühmten Philosophen auseinander.
- Bad Kösen ist ein Kurort mit historisch erhaltenen salinetechnischen Anlagen inkl. Gradierwerk und Kurpark. Die Rudelsburg und Burg Saaleck waren Anlass für das Lied „An der Saale, hellem Strande…“.
- Eckartsberga ist eine Kleinstadt direkt an der Grenze zu Thüringen. Die Eckartsburg und der Freizeitspaß inkl. Irrgarten und Sommerrodelbahn finden sich im Ort wieder.
- Bad Sulza Kur- und Weinstadt sowie Sole-Heilbad an der Ilm mit Gradierwerk und Zerstäuberhalle.
- Dornburg-Camburg In Dornburg ist die Anlage mit den Dornburger Schlössern und die Bauhaus Keramik-Werkstatt. In Camburg sehenswert sind die Burg und die Cyriakusruine am Saaleradweg.
- Droyßig Schloss Droyßig und Bärentatzenweg.
- Haynsburg Burg Haynsburg mit Museum.
- Hohenmölsen mit Erholungspark Mondsee.
- Zeitz ist ehemalige Residenzstadt der Herzöge von Sachsen-Zeitz. Im Schloss Moritzburg ist heute das Deutschen Kinderwagenmuseum untergebracht und ein Schlosspark angeschlossen. Das Industriedenkmal Brikettfabrik Herrmannschacht erinnert an die Kohlegewinnung. Heute wird in Zeitz vor allem Zucker produziert.
- Jena Bekannt sind das Zeiss-Planetarium, der Botanische Garten, der JenTower mit Aussichtsplattform und im Sommer Open-Air-Festival KulturArena.
- Eisenberg besitzt ein Schloss mit Schlosspark und barocker Schlosskirche und ist mitten im Eisenberger Mühltal gelegen. Das Renaissance-Rathaus wurde 1999 als „schönstes Rathaus“ ausgezeichnet (Bundespreis).
- Bürgel bekannt als Töpferstadt und Zentrum des Thüringer Keramikhandwerks.
- Bad Klosterlausnitz mit Kristalltherme und Kurkliniken mit Kurpark.
- Bad Köstritz mit Dahlienzentrum und Heinrich-Schütz-Haus.
- Stadtroda war Residenzstadt der Herzöge von Sachsen-Eisenberg. Anziehungspunkte sind das Schloss und die Zisterzienser-Klosterruine.
- Renthendorf ist die Heimat des Naturforschers Brehm, dem das Museum „Brehms Welt“ gewidmet ist.
- Kahla Von weitem sichtbar thront die Leuchtenburg oberhalb der Felsen auf. Die Burg verbindet die mittelalterliche Historie mit einer modernen Porzellanwelt.
- Hummelshain mit barocker Jagdanlage Rieseneck.
- Großkochberg Schloss Kochberg ist ein Ensemble aus Wasserschloss, Park und Liebhabertheater mit regelmäßigem Spielplan, bekannt aufgrund der Liaison zwischen Goethe und Charlotte von Stein.
- Uhlstädt-Kirchhasel alter Flößerort mit Flößereimuseum.

## Natur
Der Naturpark Saale-Unstrut-Triasland erstreckt sich mit einer Fläche von rund 104 000 Hektar über Gebiete des Burgenlandkreises, des Saalekreises und Gemeinden in Thüringen.
Diverse Geopfade weisen die geologischen Besonderheiten aus (besondere Gesteinsformationen, Fossilien), aber auch verschiedene seltene Tier- und Pflanzenarten wie Fledermäuse und wild wachsende Orchideen.
Der Naturpark Unteres Saaletal erstreckt sich von Halle bis nach Nienburg auf einer Fläche von 40 800 Hektar. Besonders von Halle bis Bernburg ist der Flusslauf geprägt von Auenlandschaften und vielfältig geformten Seitentälern und Felshängen. Charakteristische Pflanzen der Auenwälder sind neben den Baum- und Straucharten Buschwindröschen, Gelbes Windröschen, Lerchensporn oder Sumpfdotterblume. Auf den Trockenstandorten kommen Arten wie Federgras, Perlgras, Kuhschelle, Knabenkräuter, Frühlings-Adonisröschen, Wiesensalbei oder Kugelblume vor. Charakteristische Tiere sind Graureiher, Rot- und Schwarzmilan, Buntspecht, Neuntöter, Ringelnatter Zauneidechse, Erdkröte, Gebänderte Prachtlibelle, Berghexe und Feldgrille.
Die beiden Täler Zeitzgrund und Mühltal haben sich tief in den roten Buntsandstein des Thüringer Holzlands eingeschnitten. Dichte Wälder und lichte Wiesen wechseln mit rotem Fels und kleinen Weihern.
Die Mühlen lassen sich bis ins 14. Jahrhundert zurückverfolgen. Der Zeitz(g)rundweg zwischen Hermsdorf und Stadtroda verbindet die vier Mühlen im Zeitzgrund sowie verschiedene Aussichts- und Erlebnispunkte. Wegen seiner vielen seltenen Moose, Farne und den ursprünglich anmutenden Mischwäldern aus Weymouth-Kiefern, Douglasien und Buchen ist der Zeitzgrund Landschaftsschutzgebiet.
Das Naturschutzgebiet „An den Ziegenböcken“ erstreckt sich zwischen Bad Klosterlausnitz, Eisenberg und Hainspitz auf einer Fläche von über 400 Hektar. Zentral im ausgewiesenen Flora-Fauna-Habitat-Schutzgebiet liegt das Klosterlausnitzer Moor, das auch „Roter Pfützensumpf“ genannt wird. Es ist das größte Übergangsmoor in Ostthüringen und bedeutend für die Ausrichtung des Kurbetriebes in Bad Klosterlausnitz. Noch heute gibt es zahlreiche Anwendungen mit dem Naturstoff Moor zur Linderung und Heilung vieler Beschwerden.

## Aktivitäten

### Radfahren
Der Saaleradweg beginnt in Zell im Fichtelgebirge, windet sich entlang der Saale durch Thüringen und Sachsen-Anhalt und endet in Barby an der Elbe (406 km).
Der Unstrutradweg verläuft durch die Länder Thüringen und Sachsen-Anhalt. Er begleitet den Fluss von seiner Quelle im Eichsfeld bis zur Mündung in die Saale im Blütengrund bei Naumburg. (186 km)
Der Elster-Radweg führt von der Quelle der Weißen Elster in der Nähe der tschechischen Stadt Aš bis zur Mündung in die Saale bei Halle.
Der Ilmtal-Radweg startet an den Quellen der Ilm bei Stützerbach im Thüringer Wald, verläuft durch Ilmenau, Weimar und Bad Sulza bis zur Mündung in die Saale bei Großheringen. (120 km)
Der Geiseltalsee-Rundweg verläuft um den Geiseltalsee, Deutschlands größtem künstlichen See. (25 km)
Der Himmelscheiben-Radweg verbindet den Fundort der „Himmelsscheibe von Nebra“, den Mittelberg bei Wangen, mit ihrem Aufbewahrungsort, dem Landesmuseum für Vorgeschichte in Halle. (71 km)
Die Saale-Unstrut-Elster Rad-Acht im Süden Sachsen-Anhalts verbindet verschiedene Radwanderwege zu einem kreuzenden Rundkurs. Die Radwege verlaufen ab Naumburg in zwei Routen. (Ostroute: 86 km, Westroute: 78 km)
Der Radfernweg Thüringer Städtekette verbindet
Altenburg, Gera, Jena, Weimar, Erfurt, Gotha, Eisenach (225 km)

### Wandern
Der Bad Sulza Weinwanderweg startet am Thüringer Weintor, dem Beginn der Weinstraße Saale-Unstrut, und verläuft durch und um die Kur- und Weinstadt Bad Sulza. (8 km)
Der Feengrotten-Kyffhäuser-Weg ist ein Fernwanderweg durch Mitteldeutschland von Saalfeld nach Bad Frankenhausen. In Saale-Unstrut folgt er größtenteils dem Saale-Radweg. (230 km)
Finne-Wanderweg. Die Finne ist der östliche Ausläufer des Harzes, der sich als Höhenzug durch Saale-Unstrut zieht. Ein Teilabschnitt des Finne-Wanderweges führt von Weißenfels über Bad Sulza nach Rastenberg. (60 km)
Der Geopfad Bad Kösen ist ein Rundwanderweg von Bad Kösen über die Rudelsburg, die Burg Saaleck zurück nach Bad Kösen. (10 km)
Auf dem Mühlenwanderweg sind neun Wind- und Wassermühlen im Wethautal zu sehen. Er beginnt und endet in Naumburg. (20 km)
Der 450 Kilometer lange Ökumenische Pilgerweg orientiert sich am Verlauf der mittelalterlichen Handelsstraße Via Regia und erstreckt sich von Görlitz bis Vacha. Der Streckenabschnitt durch Saale-Unstrut verläuft von Horburg über Merseburg und Naumburg nach Eckartsberga. (60 km)
Der Saale-Weinwanderweg führt entlang der Weinberge und Weingüter von Naumburg über Kleinjena und Bad Kösen zurück nach Naumburg. (25 km)
Der Unstrut-Weinwanderweg beginnt und endet Freyburg. Entlang des Weges liegen die historische Rotkäppchen Sektkellerei und die Zeddenbacher Mühle. (8 km)
Der Weinlehrpfad verläuft entlang des Unstrutradweges, zwischen Laucha und Freyburg, durch das Weinanbaugebiet Saale-Unstrut. 26 Schautafeln vermitteln Wissenswertes zum Wein.
Zeitzgrundweg: Der Weg verbindet Hermsdorf mit Stadtroda. Im Zeitzgrund Landschaftsschutzgebiet sind viele seltene Moose, Farne und ursprünglich anmutende Mischwälder, Douglasien und Buchen zu entdecken. (11 km)
Der Novalisweg verbindet das Romantikerhaus Jena mit dem Ort Schlöben. Entlang des Wegs gehen 17 Skulpturen auf das Wirken des Schriftstellers Novalis und die Zeit der Frühromantiker ein. (15 km)
Lutherweg: Zahlreiche Städte und Ortschaften zeugen von Martin Luther und der Zeit der Reformation. Durch Saale-Unstrut führen die Abschnitte Kahla bis Jena (16 km), Landsberg über Petersberg und Halle nach Höhnstedt (40 km) und Höhnstedt bis Rothenburg (Wettin-Löbejün) (20 km)
Sommerfrische-Weg: Der Waldbach Rauda verbindet im Eisenberger Mühltal Wassermühlen zwischen Kursdorf und Weißenborn. (9 km)

## Klima
Die Jahresdurchschnittstemperatur beträgt 9,1 °C. Die Sonne scheint etwa 1600 Stunden im Jahr. Mit rund 500 mm Niederschlag jährlich zählt die Weinbauregion zu den niederschlagsärmsten in Deutschland. In den Flusstälern sorgen „Wärmeinseln“ für ein besonders mildes Mikroklima.